# Latabár Kálmán (színművész, 1902–1970)
Latabár Kálmán (Kecskemét, 1902. november 24. – Budapest, 1970. január 10.) Kossuth-díjas magyar színművész, érdemes és kiváló művész, ahogy rajongói – főként a gyereknézők – nevezték: a Latyi, a 20. század egyik legnépszerűbb magyar komikusa. A Kiskunhalasról, református családból származó híres színészdinasztia leszármazottja: dédapja Latabár Endre, nagyapja Latabár Kálmán Árpád, apja id. Latabár Árpád, akik mindannyian neves színészek voltak. Fia, ifjabb Latabár Kálmán ugyancsak színész lett.

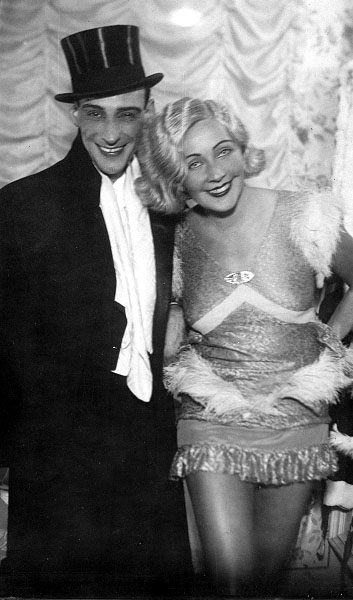
Szokolay Olly-val Fényes Szabolcs és Harmath Imre: Manolita című darabjában a Fővárosi Operettszínházban, 1932

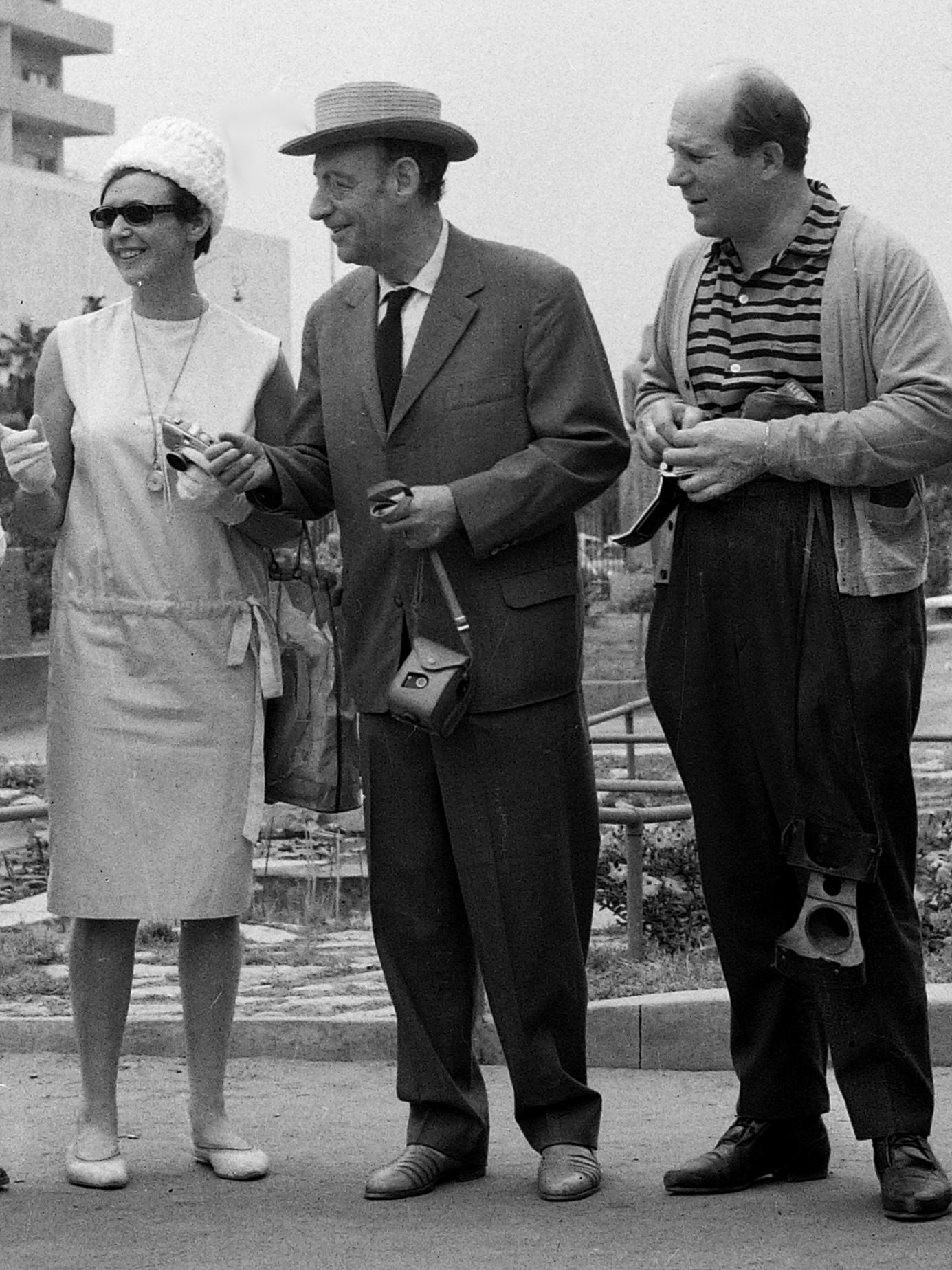
Psota Irén, Latabár Kálmán és Pécsi Sándor színművészek az Egyiptomi történet című film forgatása alatt (1962)

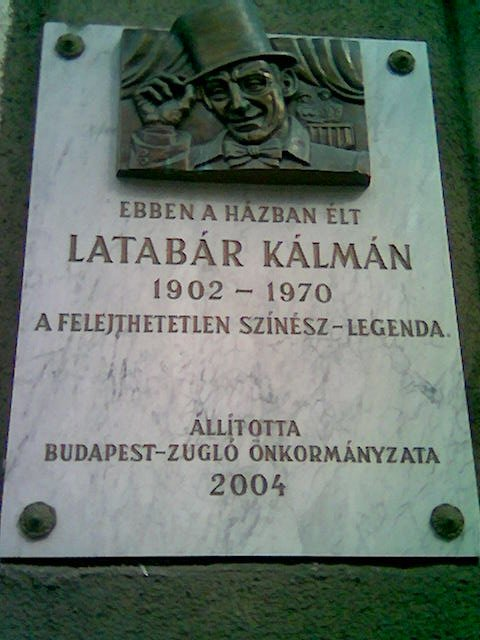
Latabár Kálmán emléktáblája egykori lakhelyén, a Dózsa György út 17. alatt

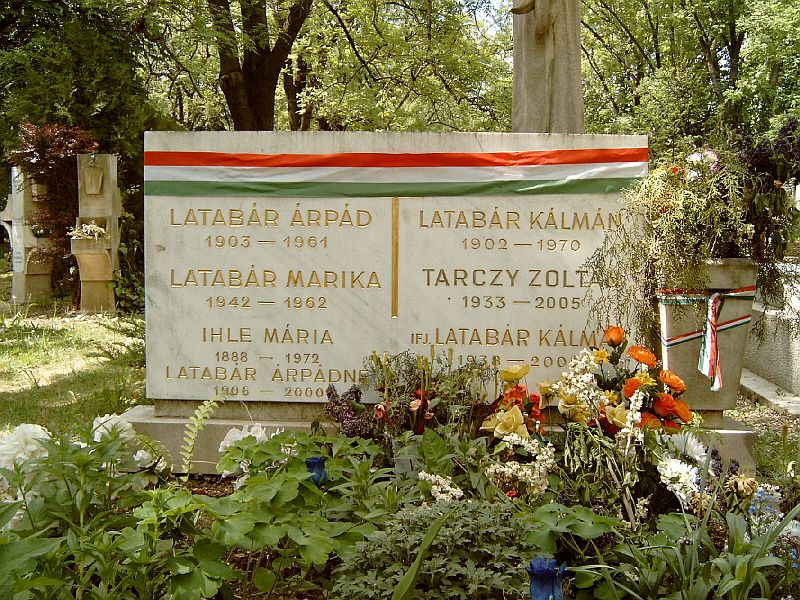
A Latabár család sírja. Farkasréti temető: 31/1-1-9/10.

## Élete
A kiskunhalasi, református Latabároktól származott. Nagyapja, Latabár Endre még Kiskunhalason született. Szülei Latabár Árpád színész és Deutsch Ilona színésznő voltak. Rákosi Szidi színiiskoláját végezte el. 1922-ben a Várszínházban lépett először közönség elé, mint táncos komikus. Kezdetben a Fővárosi Operettszínházhoz szerződött, majd 1927–33 között Árpád öccsével együtt zenés artistaszámokkal turnézott külföldön. Felléptek a világhírű rendező, Max Reinhardt színházában is (A két Ajax; Offenbach: Szép Heléna); Reinhardt a testvérpárt az európai fiatal színésznemzedék legjobbjának tartotta. A kritikusok Buster Keatonhoz és Chaplinhez hasonlították őket. Hazatérését követően különböző fővárosi zenés színházakhoz szerződött. Első filmje 1937-ben készült el. Ez év augusztus 28-án Budapesten, az Erzsébetvárosban feleségül vette Walter Katalint (Walter István és Brandeisz Erzsébet lányát). 1938-ban született Kálmán fiukat – aki felnőttként ugyancsak a színészmesterséget választotta – római katolikusnak keresztelték, miután a szülők megegyeztek abban, hogy leendő gyermekeik az anya vallását követik.
Latabár Kálmán 1945-től mindvégig a Fővárosi Operettszínházban játszott. Máig emlékezeteset alakított  Menelaosz (Offenbach: Szép Heléna), Bóni (Kálmán Imre: Csárdáskirálynő), Frosch (Strauss: A denevér) és Nyegus (Lehár Ferenc: A víg özvegy) szerepében.
Kiváló tánctudású komikus volt, akinek rögtönöző és karikírozó készsége féktelen komédiázó kedvvel párosult. Méltatlankodó hanghordozása, félszeg mozgása, virtuóz „ügyetlensége”, egyéni humora óriási népszerűséget szerzett számára. Árpád testvérével gyakran lépett fel groteszk duettszámokban. Minden szerepére hallatlan gonddal készült; színpadi „rögtönzései” sikerének titka a sokszoros próba, a pontos begyakorlás volt. Játékával senkit sem állított pellengérre, szerette az embereket, felszabadult kacagásukat. Munkásságát 1950-ben Kossuth-díjjal ismerték el, ugyanabban az évben érdemes művész lett, 1953-ban pedig megkapta a kiváló művész kitüntetést.
Egyre súlyosbodó cukorbetegségben szenvedett, melynek kezelését nehezítette a színészi mesterséggel járó állandó stressz és a rendszertelen életmód. Utolsó hónapjai a lakás és a kórház között zajlottak, utolsó hetei már csak a kórházban. Állapota 1970 elején válságosra fordult, s a nagy nevettető január 11-én örökre lehunyta szemét. „A pálya lezárult” – jelentette a halálhírt aznap este a televízió. A remek színészt, az őskomédiást, a clownt, a humoristát, a virtuóz táncost egy egész ország gyászolta, a szakma és a sajtó méltón elsiratta. Feledhetetlen alakításainak emlékét máig őrzi az utókor.
Születésének 75. évfordulóján, 1977-ben Kecskemét Város Tanácsa emléktáblát helyezett el az épületen, mely szülőháza helyén áll. Az emléktáblát 2008-ban felújították.

## Szerepei

### Főbb színpadi szerepei
- Bóni (Kálmán Imre: Csárdáskirálynő)
- Mujkó (Sárközy István: A szelistyei asszonyok)
- Menelaos (Offenbach: Szép Heléna)
- Fritz (Jacobi Viktor: Leányvásár)
- Baracs Matyi (Gárdonyi Géza: A bor)
- Saint Hyphotèse (Hervé: Lili)
- Zsupán Kálmán (Kálmán Imre: Marica grófnő)
- Bumm tábornok (Offenbach: A gerolsteini nagyhercegnő)
- Bogdán Szuszik (Miljutyin: Havasi kürt)
- Pietro (Suppé: Boccaccio)
- Dániel (Barabás–Gádor–Kerekes: Állami Áruház)
- Nyegus (Lehár Ferenc: A víg özvegy)
- Frosch (Strauss: A denevér)
- Nagyhercegnő vőlegénye (Ábrahám Pál: Mese a Grand Hotelben) (a szövegkönyvet Savoir vígjátéka alapján írta Grünwald-Beda szerzőpáros, fordította Heltai Jenő)
- Jim (Kemény Egon – Nóti Károly – Földes Imre – Halász Rudolf: „Fekete liliom” (1946) Romantikus nagyoperett 3 felvonásban. Bemutató: Fővárosi Operettszínház (ma: Budapesti Operettszínház) 1946. december 20. Főszereplők: Karády Katalin, Gombaszögi Ella, Fejes Teri, Somogyi Nusi, Latabár Kálmán, Nagy István, Gozmány György, Zentay Ferenc, id. Latabár Árpád. Rendező: Tihanyi Vilmos. Karnagy: Endre Emil. Díszlet: Bercsényi Tibor. Karády Katalin, Fejes Teri, Gombaszögi Ella ruhái a Szitanágay-szalonban készültek. Revükoreográfia: Rudas-fivérek.

„Fekete liliom
Különösen tetszett Kemény Egon szép és ragyogóan hangszerelt muzsikája. Ábrahám Pál legjobb barátja és állandó hangszerelője eddig csak egy saját művel jelentkezett a zenés színpadon, az 1929-ben bemutatott Kikelet utca 3 című darabjával. A Fekete liliom 18 évi szünet után született, és mindenki megállapította, milyen sajnálatos volt ez nagy kimaradás, hiszen Kemény Egon muzsikája lehári s kálmáni nívót képviselt, ugyanakkor magán viselte a modern zenei irányzatok stílusjegyeit.
Rátonyi Róbert: Operett I.-II.”

### Főbb filmszerepei
- Sportszerelem (1936; első filmje) – Cserepes Szigeti
- Fizessen, nagysád! (1937) – Bukovác Pál, tornatanár
- Pénz áll a házhoz (1939) – Ficek Benő, táncművész
- Karosszék (1939)
- Cserebere (1940) – Tatár István
- Csákó és kalap (1940)
- Ismeretlen ellenfél (1940)
- Édes ellenfél (1941) – Lacika Ödön
- Behajtani tilos (1941) – Mihály
- Egy bolond százat csinál (1942) – Dömötör, egy kitalált főúr / Rod Igor Szu Ares gróf (kettős szerepben)
- Egy szoknya, egy nadrág (1942) – Sóváry Péter, színész / Ál-dúsgazdag madridi özvegy (kettős szerepben)
- Afrikai vőlegény (1944) – Kökény Tóbiás
- A vadon fia (1944) – Barnabás, az elveszett gyermek
- Könnyű múzsa (1947; nem mutatták be) – Demeter Pál, zeneszerző
- Zöld-Sárga-Piros! (1948) – Kalauz
- Mágnás Miska (1948) – Pixi gróf
- Janika (1949) – Fenek Jenő, író-színpadi szerző
- Dalolva szép az élet (1950) – Seregély Bálint, bűvész
- Civil a pályán (1951) – Karikás
- A képzett beteg (1952) – Károly
- A selejt bosszúja (1951) – Ede
- Péntek 13 (1953) – Ákos
- Állami Áruház (1952) – Dániel Károly, az áruház női konfekciójának vezetője
- Ifjú szívvel (1953) – Matejka bácsi
- Fel a fejjel (1954) – Peti bohóc
- Micsoda éjszaka (1958) – Tőrös Antal tanár úr
- Nem ér a nevem (1961) – Gyárfás, a SZOT-üdülő kultúrosa
- Egyiptomi történet (1963, m.–egyiptomi koprodukció) – Calvarossi, bűvész
- Latabár Kálmán-est (1968, TV-show)
- Irány Mexikó! (1968) – Csoró
- Bözsi és a többiek (I–II., 1969, TV-film)

## Díjai, elismerései
- Kossuth-díj (1950)
- Érdemes művész (1950)
- Magyar Népköztársasági Érdemrend IV. fokozata (1952)[5]
- Kiváló művész (1953)
- Munka Érdemrend (1962)[6]
- Magyar Érdemrend arany fokozata (1969)[7]

## Származása
| Latabár Kálmán (Kecskemét, 1902. nov. 24.– Budapest, 1970. jan. 11.) színész | Apja: Latabár Árpád (Miskolc, 1878. szept. 19.– Budapest, 1951. aug. 22.) színész       | Apai nagyapja: Latabár Kálmán (Szabadka, 1855. febr. 16.– Budapest, 1924. aug. 6.) színész | Apai nagyapai dédapja: Latabár Endre (Kiskunhalas, 1811. nov. 15.– Miskolc, 1873. júl. 8.) színiigazgató |
| Latabár Kálmán (Kecskemét, 1902. nov. 24.– Budapest, 1970. jan. 11.) színész | Apja: Latabár Árpád (Miskolc, 1878. szept. 19.– Budapest, 1951. aug. 22.) színész       | Apai nagyapja: Latabár Kálmán (Szabadka, 1855. febr. 16.– Budapest, 1924. aug. 6.) színész | Apai nagyapai dédanyja: Török Mária (Kolozsvár, 1822. jan. 5.– Budapest, 1895. dec. 15.) színésznő       |
| Latabár Kálmán (Kecskemét, 1902. nov. 24.– Budapest, 1970. jan. 11.) színész | Apja: Latabár Árpád (Miskolc, 1878. szept. 19.– Budapest, 1951. aug. 22.) színész       | Apai nagyanyja: Jelenffy Julianna (Kecskemét, 1859. máj. 18.– Budapest, 1931. júl. 25.)    | Apai nagyanyai dédapja: Jelenffy Mihály                                                                  |
| Latabár Kálmán (Kecskemét, 1902. nov. 24.– Budapest, 1970. jan. 11.) színész | Apja: Latabár Árpád (Miskolc, 1878. szept. 19.– Budapest, 1951. aug. 22.) színész       | Apai nagyanyja: Jelenffy Julianna (Kecskemét, 1859. máj. 18.– Budapest, 1931. júl. 25.)    | Apai nagyanyai dédanyja: Kok Judit                                                                       |
| Latabár Kálmán (Kecskemét, 1902. nov. 24.– Budapest, 1970. jan. 11.) színész | Anyja: Deutsch Ilona/ Honor (Sátoraljaújhely, 1880. júl. 20.– Budapest, 1957. dec. 13.) | Anyai nagyapja: Deutsch Mihály kereskedő                                                   | Anyai nagyapai dédapja: n.a.                                                                             |
| Latabár Kálmán (Kecskemét, 1902. nov. 24.– Budapest, 1970. jan. 11.) színész | Anyja: Deutsch Ilona/ Honor (Sátoraljaújhely, 1880. júl. 20.– Budapest, 1957. dec. 13.) | Anyai nagyapja: Deutsch Mihály kereskedő                                                   | Anyai nagyapai dédanyja: n.a.                                                                            |
| Latabár Kálmán (Kecskemét, 1902. nov. 24.– Budapest, 1970. jan. 11.) színész | Anyja: Deutsch Ilona/ Honor (Sátoraljaújhely, 1880. júl. 20.– Budapest, 1957. dec. 13.) | Anyai nagyanyja: Frisch Lotti /Katalin                                                     | Anyai nagyanyai dédapja: n.a.                                                                            |
| Latabár Kálmán (Kecskemét, 1902. nov. 24.– Budapest, 1970. jan. 11.) színész | Anyja: Deutsch Ilona/ Honor (Sátoraljaújhely, 1880. júl. 20.– Budapest, 1957. dec. 13.) | Anyai nagyanyja: Frisch Lotti /Katalin                                                     | Anyai nagyanyai dédanyja: n.a.                                                                           |